# Eisbär Eis
Die Eisbär Eis GmbH mit Sitz in Apensen ist ein deutscher Hersteller von Speiseeis.

## Geschichte
Das Unternehmen wurde 1955 von Wilhelm Klehn und Helmut Klehn sen. als Eisbär Eis Gebr. Klehn oHG in Buxtehude-Neukloster gegründet. Im Jahr 1983 wurde das Werk in Apensen errichtet.
1987 übergab Wilhelm Klehn seine Geschäftsanteile an seinen Sohn Helmut (junior), der damit auch in die Geschäftsführung eintrat. Helmut Klehn (sen.) übergab seine Anteile 1990 an seine Tochter Britta Klehn-Ruehs, Martin Ruehs trat in die Geschäftsführung ein. Helmut Klehn (sen.), Helmut Klehn (jun.) und Horst-Dieter Schröder gründeten 1992 die Eisbär Eis GmbH Ribnitz-Damgarten in Ribnitz-Damgarten. Schröder hatte 1974 das Café seines Vaters in Damgarten im Bezirk Rostock der damaligen DDR übernommen. Dort wurde 1982 die Zentrale Eisproduktion Ribnitz-Damgarten eingerichtet, die auch das Gebiet Fischland-Darß belieferte. Nach der Wende in der DDR wurde dort zunächst der Vertrieb von Eisbär-Eisprodukten aus Apensen organisiert. 1993 erfolgte die Gründung der Eisbär Eis-Produktion GmbH in Ribnitz-Damgarten, die 1994 eine eigene Produktion plante und nach Fertigstellung einer neuen Produktionsstätte in Plummendorf in Betrieb nahm.
In den Jahren 2009 und 2011 wurden in Apensen Kühlhäuser mit jeweils 6500 Palettenplätzen in Betrieb genommen. Zum Jahresende 2015 übergab Helmut Klehn jun. seine Firmenanteile an seine Tochter Isabel Schuldt (geb. Klehn), die 2016 in die Geschäftsführung in Apensen eintrat.
Eine neue Produktionshalle wurde 2016 in Apensen eingeweiht. Im Jahr 2022 wurde ein neues Lager für Roh-, Hilfs- und Betriebsstoffe mit 4500 Palettenplätzen gebaut.

## Produkte
Eisbär Eis produziert nur noch Handelsmarken unter Verwendung der Marken des jeweiligen Kunden. Dabei kann es sich um Lebensmitteleinzelhändler und Discounter handeln, aber auch um Großversorger und Tiefkühl-Heimdienste.
Hergestellt wird Stieleis, Desserts (Eistörtchen, Eispralinen, Zimtsterne und Eis-Bratapfel), Sandwich-Eis, Dosen/Wannen mit Speiseeis-Inhalt von 500 bis 1000 ml, Becher (z. B. Spagetti-Eis), Rollen und Torten (vielfach für Heimdienste), Hörnchen/Mini-Hörnchen sowie Eis-Riegel.

## Eisbär Eis Produktions GmbH
Die Eisbär Eis Produktions GmbH in Daskow ist ein rechtlich eigenständiges Unternehmen. Es teilt sich aber den Internetauftritt und einen Teil der Geschäftsleitung mit der Eisbär Eis GmbH. Die Gesellschaftsanteile von Horst-Dieter Schröder übernahm 2016 seine Tochter Manuela Fürtig, die damit in die Geschäftsführung eintrat. 2019 wurde im Amt Ribnitz-Damgarten ein neues Kühlhaus mit einer zusätzlichen Kapazität von etwa 12.000 Paletten in Betrieb genommen.